# Четин, Сервет
Серве́т Чети́н (тур. Servet Çetin; азерб. Sərvət Çətin; род. 17 марта 1981, Тузлуджа, Ыгдыр) — турецкий футболист азербайджанского происхождения, центральный защитник; тренер.

## Карьера

### Клубная
Его первым профессиональным клубом стал скромный «Карталспор», за который он дебютировал в 1998. Укрепил свою репутацию крепкого защитника игрой за «Гёзтепе» (2001/02) и «Денизлиспор» (2002/03).
В 2003 году Четин перешёл в «Фенербахче», где год спустя выиграл чемпионат Турции и дебютировал в Лиге чемпионов, но закрепиться в команде так и не сумел, в итоге на правах свободного агента сезон 2006/07 он начал в «Сивасспоре», где вновь демонстрировал стабильную игру в защите, чем привлёк внимание «Галатасарая».
В начале сезона 2007/08 Сервет переходит в «Галатасарай» за 450 тысяч евро, где, несмотря на не слишком удачный старт, быстро смог реабилитироваться и стать любимцем фанатов.
По окончании игровой карьеры работал помощником главного тренера Рызы Чалымбая, в клубах «Антальяспор» и «Трабзонспор».

### Международная
Провёл 17 матчей за молодёжную сборную Турции, после чего наконец дебютировал в главной команде страны. Сыграл два поединка на Кубке конфедераций 2003 во Франции. В национальной команде Сервет дебютировал в 2006 году в матче против Венгрии 7 октября 2006 года, выйдя в стартовом составе, и его команда одержала победу 1:0. В 2006 году успел принять участие в 11 из 12 отборочных матчей к чемпионату Европы, в которых забил один гол — в выездном матче против сборной Мальты. Ключевой игрок сборной, попал Четин и в заявку на Евро-2008, где принял участие в трёх матчах и стал бронзовым призёром турнира.

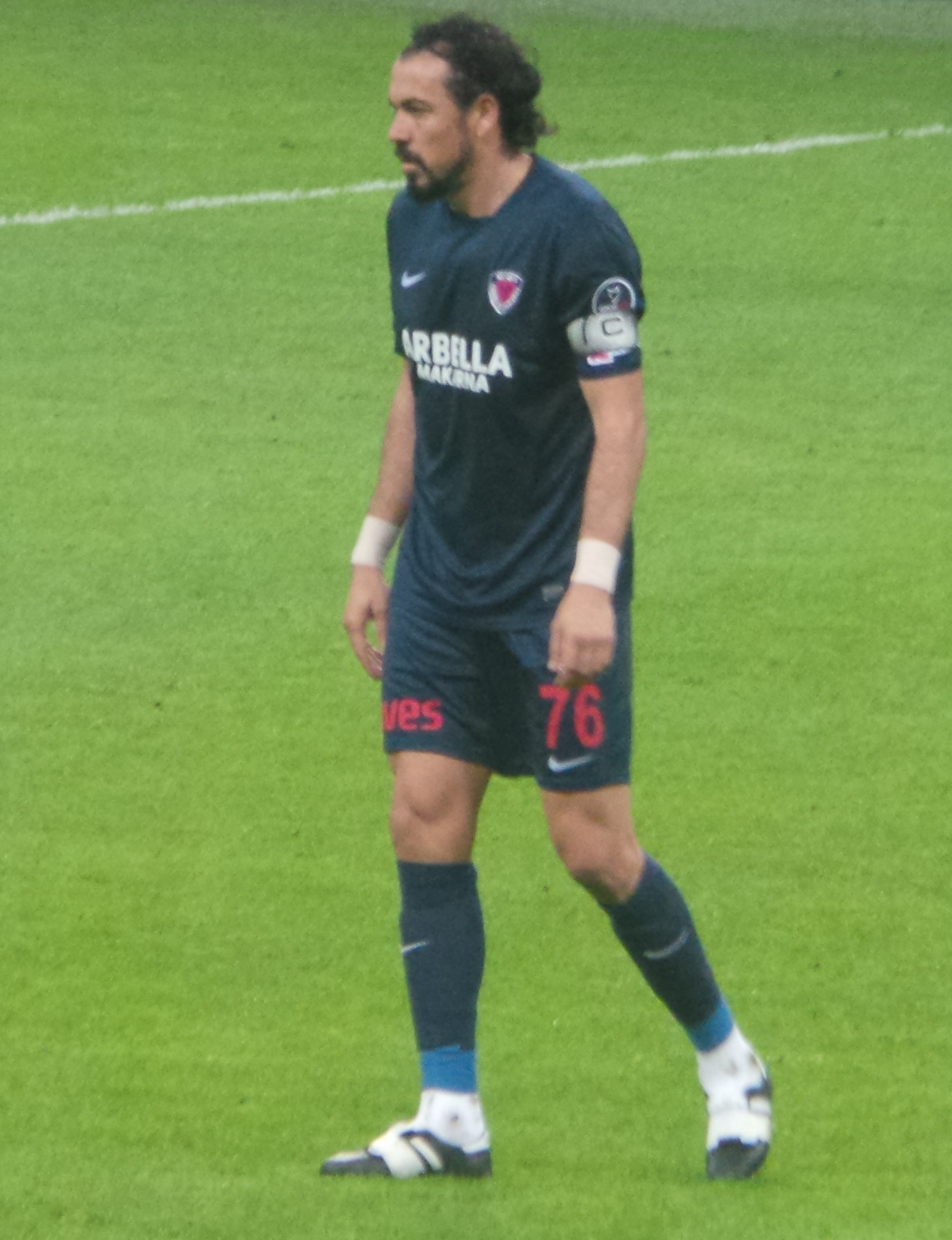
Сервет Четин

## Достижения
«Фенербахче»
- Чемпион Турции (2): 2003/04, 2004/05

«Галатасарай»
- Чемпион Турции (2): 2007/08, 2011/12
- Обладатель Суперкубка Турции (1): 2008

Сборная Турции
- Бронзовый призёр Кубка конфедераций 2003
- Бронзовый призёр Евро-2008